# Jan Grmela (spisovatel)
Jan Grmela (29. dubna 1895 Praha – 14. března 1957 Praha) byl český knihovník, spisovatel, překladatel, autor rozhlasových her a redaktor. Známým se stal též jako autor rozhlasové hry Požár v opeře, během jejíhož vysílání mnozí posluchači uvěřili, že se jedná o skutečný živý přenos.

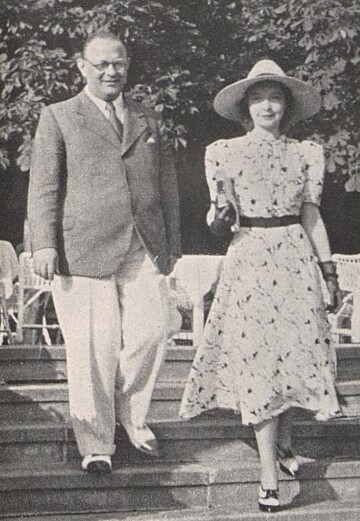
Jan Grmela a americká herečka Lillian Gishová, Piešťany 1938

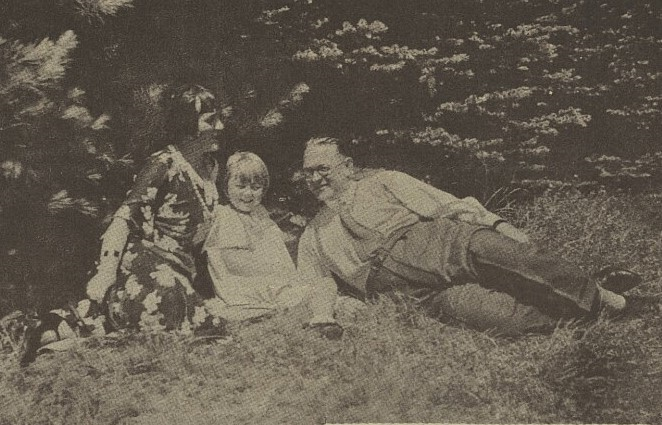
Jan Grmela s rodinou 1931

## Život

### Mládí a studia
Narodil se jako jediný syn v rodině kancelisty Jana Grmely (1858–1913) a jeho manželky Františky rozené Šlosarové (1870–??). Po maturitě na dnešním Jiráskově gymnáziu v roce 1915 musel narukovat a 1. světovou válku strávil na frontě. Po vzniku Československa vystudoval na Univerzitě Karlově dějiny umění a literatur, archeologii a filozofii. Promoval v roce 1923, kdy obhájil dizertační práci Umělecké památky v Konstantinopoli podle záznamů kronikářů.

### Kariéra úředníka
Po krátké praxi učitele nastoupil roku 1926 jako statistický úředník na Magistrát hlavního města Prahy. V letech 1928–1942 se zde stal tiskovým referentem.
V roce 1942 byl jmenován ředitelem Ústřední knihovny hl. města Prahy.

### Po válce
Dne 15. května 1945 byl v rámci poválečné očisty vyloučen ze Syndikátu českých spisovatelů a hudebních skladatelů se zdůvodněním „za spolupráci s Němci“. V červnu 1945 byl odvolán z funkce ředitele Ústřední knihovny a pracoval jako administrativní pracovník Archivu hlavního města Prahy. Důvodem odvolání měl být sudetoněmecký původ manželky Růženy. Do trvalého důchodu byl poslán v roce 1948.
Je pochován na Olšanských hřbitovech, část 007, oddělení 7, hrob 524.

### Rodinný život
Dne 16. února 1922 se oženil (civilní sňatek) s Růženou Pfobovou (1893–??), ředitelkou školy v Praze, původem sudetskou Němkou z Perninku. Církevní sňatek s Jaroslava Grmely a Růženy Pfobové se konal 15. února 1947. Manželé Grmelovi měli dceru.

## Dílo
Odborníci nehodnotí Grmelovo dílo příznivě: „...přes efektní prostředky a aplikaci některých postupů moderní tvorby bez hlubší invence...mezi strojeností a konverzační uhlazenost“. Za záslužné se považují jeho práce o Praze.

### Rozhlasová hraPožár v opeře
Z díla Jana Grmely stojí za jmenovitou pozornost rozhlasová hra Požár v opeře, kterou vysílal Radiojournal 4. června 1930. Grmelovi se podařilo, o osm let dříve než tak učinil Orson Welles v legendární rozhlasové inscenaci Válka světů (vysílána 31. 10. 1938), přesvědčit část posluchačů, že poslouchají přímý rozhlasový přenos ze skutečné tragédie.
Děj hry byl vcelku jednoduchý – během árie vévody z Rigoletta „Ó, jak je měnívé...“ (Donna è mobile) zaslechl posluchač výkřiky a stal se svědkem požáru, paniky diváků a zásahu hasičů. Autentičnost dodal výstup z hlasatelny, který oznamoval přerušení vysílání, protože Velká opera byla zachvácena požárem. Další výstupy se odehrávaly v prostranství před divadlem a v redakci nejmenovaného deníku. Hra končila zvukovými efekty představujícími zřícení budovy a nastalou paniku. Znepokojení posluchači se obraceli na redakce a policii v takovém množství, že se denní tisk této události věnoval. Hlouček zvědavců se dokonce měl osobně dostavit před pražskou Velkou operetu (dnes Divadlo v Dlouhé), aby požár spatřil na vlastní oči.
Hru vydal knižně Josef Hladký v Hranicích roku 1931. V roce 1933 byla nahrána na dvě gramofonové desky pod názvem Požár opery, účinkovali herci Národního a Vinohradského divadla.
Jan Grmela se mohl inspirovat přípravami německého filmu Požár v opeře, který měl v českých kinech premiéru na podzim roku 1930, tedy krátce po uvedení stejnojmenné hry v rozhlase. Věrohodnost zvyšovalo, že v historii velkých divadel nebyly požáry výjimečnou událostí, některé si vyžádaly i stovky obětí.

### Knižní vydání (výběr)
V počátcích své literární kariéry vystupoval Grmela jako pacifista a propagoval česko–německé sblížení, v lyrice zdůrazňoval sociální prvky, např.:
- Krůpěje krve (črty z války, 1921)
- K dějinám mírového hnutí u nás, 1891-1914 (1928)
- Chvála země (verše, 1924)

Později se orientoval komerčně a v četných knihách a divadelních hrách zpracovával témata ze světáckého, sportovního nebo tzv. uměleckého prostředí, např.:
- Láska vítězí (hra o jednom dějství, 1921)
- Tanečnice (prózy, 1924)
- Milenka z feuilletonu (Hra o 1 jednání, 1931)
- Lanař Rejtura (knockout láskou) (sportovní veselohra o třech dějstvích pod pseudonymem Bedřich Vrbský, 1935)
- Reparát (Studentský žert o jednom dějství, 1941)

Mezi práce o Praze patří např.:
- Praha (Autoři Alois Žipek, Jan Grmela, Ladislav Jarolímek, 1932; přeloženo do angličtiny, němčiny a francouzštiny)
- Praha, přírodní krásy Prahy (autoři Alois Žipek a Jan Grmela, 1939)
- Lidový průvodce hlavním městem Prahou (1941)

### Překlady
Jan Grmela překládal z němčiny, jeho překlady obsahují detektivní romány Hanse Reginy von Nack, prózy Hugo Saluse, frašku Nenadále Johanna Nestroye. Z angličtiny přeložil fantastická díla Edwarda Stewarta Whitea (1873–1946).
Jeho pokusy o překlady děl Franze Kafky jsou považovány za nezdařené, Kafkův nekrolog (Pramen 5, č. 1, 15. 9. 1924, s. 47.) za patetický a nepříliš dobře informovaný.

### Scénář k filmu
V roce 1938 se spolupodílel na scénáři filmu Panenka režiséra Roberta Landa.